# Заяць Валентин Григорович
Валентин Григорович Заяць (нар. 30 жовтня 1972, Чернівці, УРСР) — український футболіст та тренер, вступав на позиції захисника.

## Кар'єра гравця
Футбольну кар'єру розпочав на аматорському рівні, виступав у командах «Юність» (Юженець), «Увекс» (Юрківці) та «Дружба» (Кисилів). Напередодні початку сезону 1997/98 років отримав запрошення від «Буковини». Дебтував у футболці чернівецького клубу 14 вересня 1997 року в програному (0:1) виїзному поєдинку 12-о туру Першої ліги проти вінницької «Ниви». Валентин вийшов на поле в стартовому складі та відіграв увесь матч. Єдиним голом за «буковинців» відзначився 29 серпня 1998 року на 32-й хвилині нічийного (1:1) виїзного поєдинку 1/128 фіналу кубку України проти миколаївського «Цементника-Хорда». Заяць вийшов у стартовому складі та відіграв увесь матч. У футболці «Буковини» в Першій лізі зіграв 50 матчів, ще 6 матчів (1 гол) провів у кубку України.
Напередодні старту сезону 1999/00 років перейшов до вищолігової тернопільської «Ниви». Дебютував у «вишці» 12 липня 1999 року в програному (1:2) домашньому поєдинку 1-о туру проти львівських «Карпат». Валентин вийшов на поле в стартовому складі, а на 46-й хвилині його замінив Автанділ Гвіанідзе. У складі «Ниви» зіграв 8 матчів у Вищій лізі.
Напередодні початку сезону 2000/01 років повернувся до «Буковини». Дебютував за чернівецький колектив після свого повернення 28 липня 2000 року в нічийному (1:1) домашньому поєдинку 2-о туру Першої ліги проти київського «Динамо-2». Заяць вийшов на поле на 57-й хвилині, замінивши Дмитра Білоуса. Дебютним голом за «буковинів» після свого повернення відзначився 26 липня 2001 року на 6-й хвилині переможного (2:1) домашнього поєдинку 2-о етапу кубку України проти львівського «Динамо». Валентин вийшов на поле в стартовому складі та відіграв увесь матч. У футболці «Буковини» в чемпіонатах України зіграв 123 матчі, ще 6 матчів (1 гол) провів у кубку України.

## Кар'єра тренера
З липня 2011 по 2013 рік працював тренером з наукової роботи в чернівецькій «Буковині», яку очолював його молодший брат Вадим. З літа 2019 року знову працював в тренерському корпусі рідної команди, а його брат в свою чергу обіймав посаду президента клубу.

## Особисте життя
Має молодшого брата, Вадима, який відомий своїми виступами з «Буковину», кіровоградську «Зірку», запорізький «Металург», сімферопольську «Таврію» та ужгородське «Закарпаття».